# Drapeau de la Russie

Pavillon de beaupré de la Russie.

Le drapeau de la Russie (en russe : Флаг России), ou drapeau de la fédération de Russie, est le drapeau national de la fédération de Russie. Il lui sert aussi de pavillon pour sa marine marchande.
Le drapeau actuel russe remonte au règne du tsar Pierre le Grand, de 1682 à 1725 : il est déployé pour la première fois en 1693 lorsque le tsar explore la mer Blanche à bord d'une flottille, avec ses trois couleurs — blanche, bleue et rouge —, orné d'une aigle bicéphale. Pierre le Grand le définit ensuite selon son format simple aux trois couleurs blanc-bleu-rouge en 1720 en tant que pavillon de la marine marchande russe. Le drapeau actuel a été adopté par décret du 11 décembre 1993.

## Histoire

### Premiers blasons
Avant Pierre le Grand, la Russie, unifiée par les Moscovites, n’avait pas de drapeau officiel mais utilisait le blason des princes de Moscovie, représentant saint Georges terrassant le dragon sur fond rouge. Cet emblème d'un chevalier muni d'une lance apparaît en 1390 sur le sceau de Vassili Dmitrievitch mais ce n'est que sous le règne d'Ivan III que l'image du dragon terrassé au sol est ajoutée, donnant au cavalier la figure de saint Georges.
En épousant Sophie Paléologue, en 1472, Ivan III adopte les armes des empereurs byzantins, manière d'affirmer que Moscou devient la « Troisième Rome ». C'est ce symbole, l'aigle bicéphale, qui donnera en 1858 ses couleurs au drapeau impérial.

Blason de Moscovie (vers 1462, inspiré de celui de 1390).
Armes des Paléologues au revers du sceau d'Ivan III (1472).
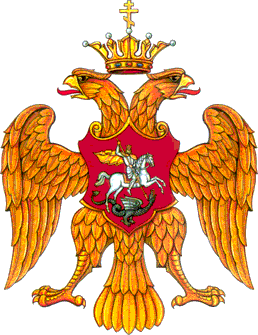
Blason de 1577 associant les deux.

### Les bannières de jadis
À côté de l'emblème personnel du tsar, les Russes utilisaient des étendards (« знамя ») confectionnés à l'occasion de grands événements. Ces bannières, d’inspiration religieuse, étaient caractérisées par des nuances de couleurs non héraldiques, de longues inscriptions slavonnes, des étoiles à multiples branches ou des bordures au dessin compliqué. Ces étoiles, généralement à huit rais, ont persisté dans l'emblématique : elle se trouvent sur certaines armoiries signalant des établissements russes (Priamurie, etc.) La croix grecque (aux branches égales) de la bannière ci-dessous fut concurrencée très tôt par la croix légèrement pattée mais non arrondie (du type des ordres de Saint-Alexandre Nevski, de Sainte-Anne ou de Saint-Georges). Le rouge est réputé être la couleur qui représente les Russes (Russkie) en tant que peuple.

Bannière du « Sauveur miséricordieux » hissée en 1552 par les armées du tsar de toutes les Russies Ivan le Terrible conquérant le khanat de Kazan.
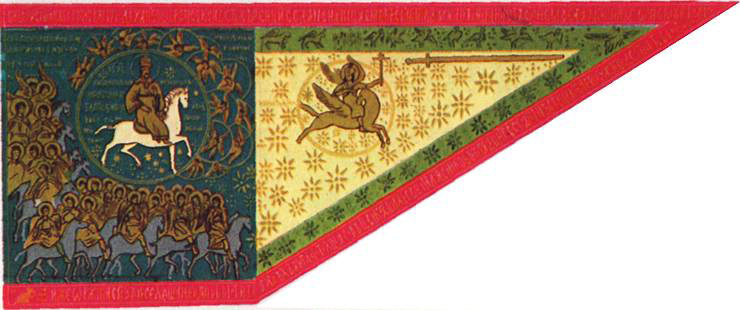
Grande bannière d'Ivan le Terrible hissée en 1560 montrant le tsar entouré des armées terrestres et célestes guidées par l'archange saint Michel.

Le drapeau hissé en 1560 pour Ivan le Terrible, avec ses 6,30 m de long pour une largeur de 2,20 m, fut un des plus grands drapeaux russes. Actuellement conservé au Kremlin à Moscou, il représentait la légitimité des conquêtes militaires du tsar, image sur terre de l’archange Michel, conduisant ses cavaliers et conduit par les anges.
Par la suite, les drapeaux ont continué d'être des bannières militaires de circonstance tout en reprenant cette même composition, une image du Christ sur terre du côté de la hampe, le plus souvent le calvaire, et un motif céleste en pointe, en général réduit au symbole des étoiles.

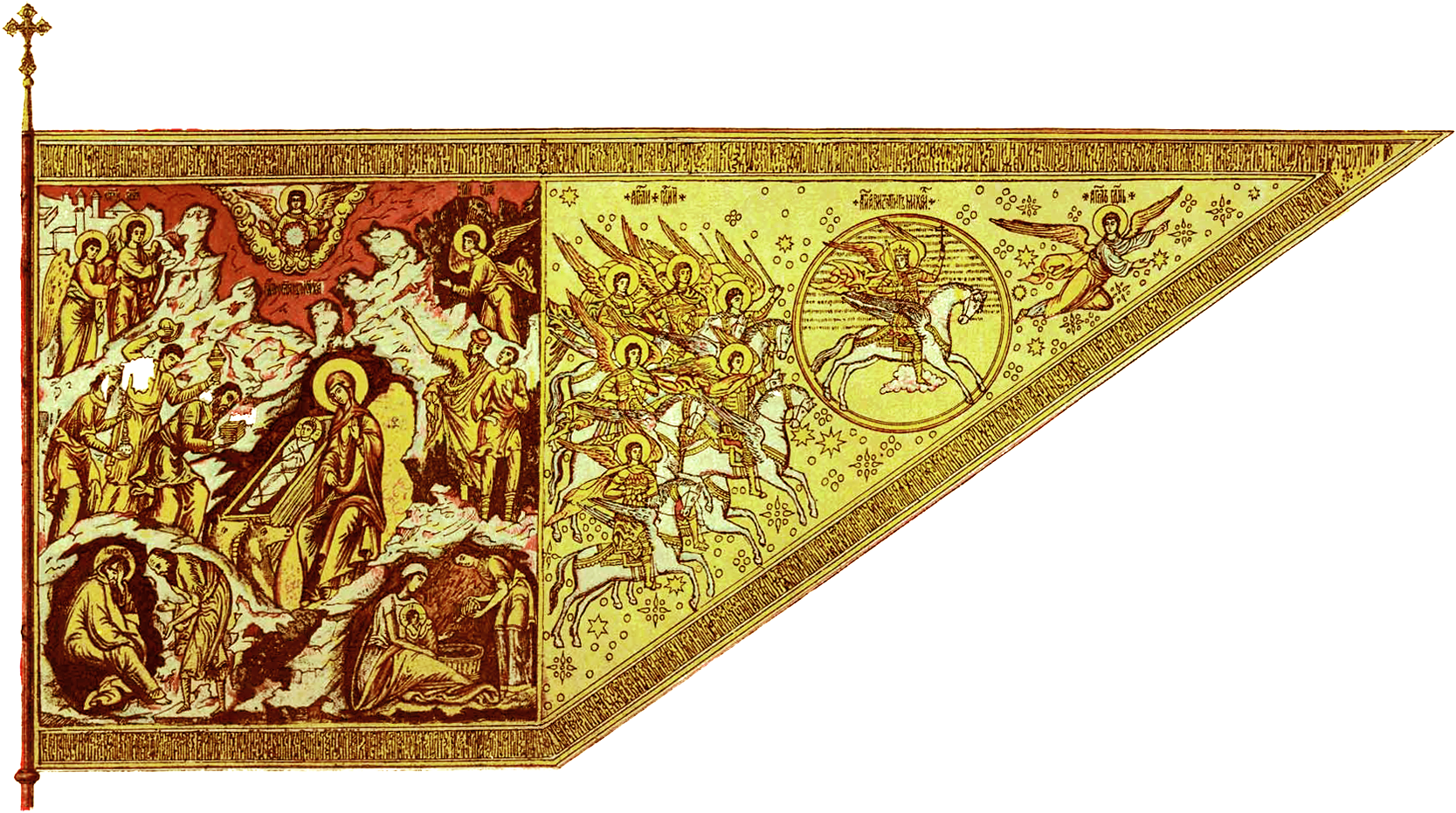
Bannière du Grand Régiment en 1654. Les motifs sont, du côté de la hampe, la mise au tombeau du Christ, et à la pointe, le ciel étoilé parcouru par l'armée de saint Michel.
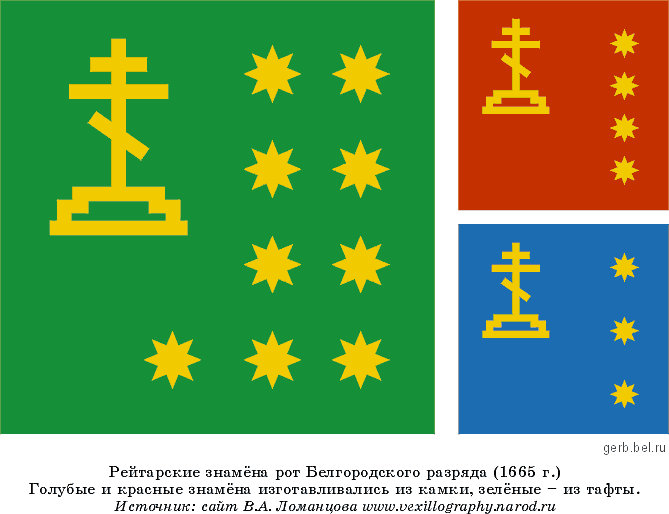
Drapeau du commandement des Reitres (ru), autorité militaire suprême en 1665. Le motif est un calvaire bordé d'étoiles.
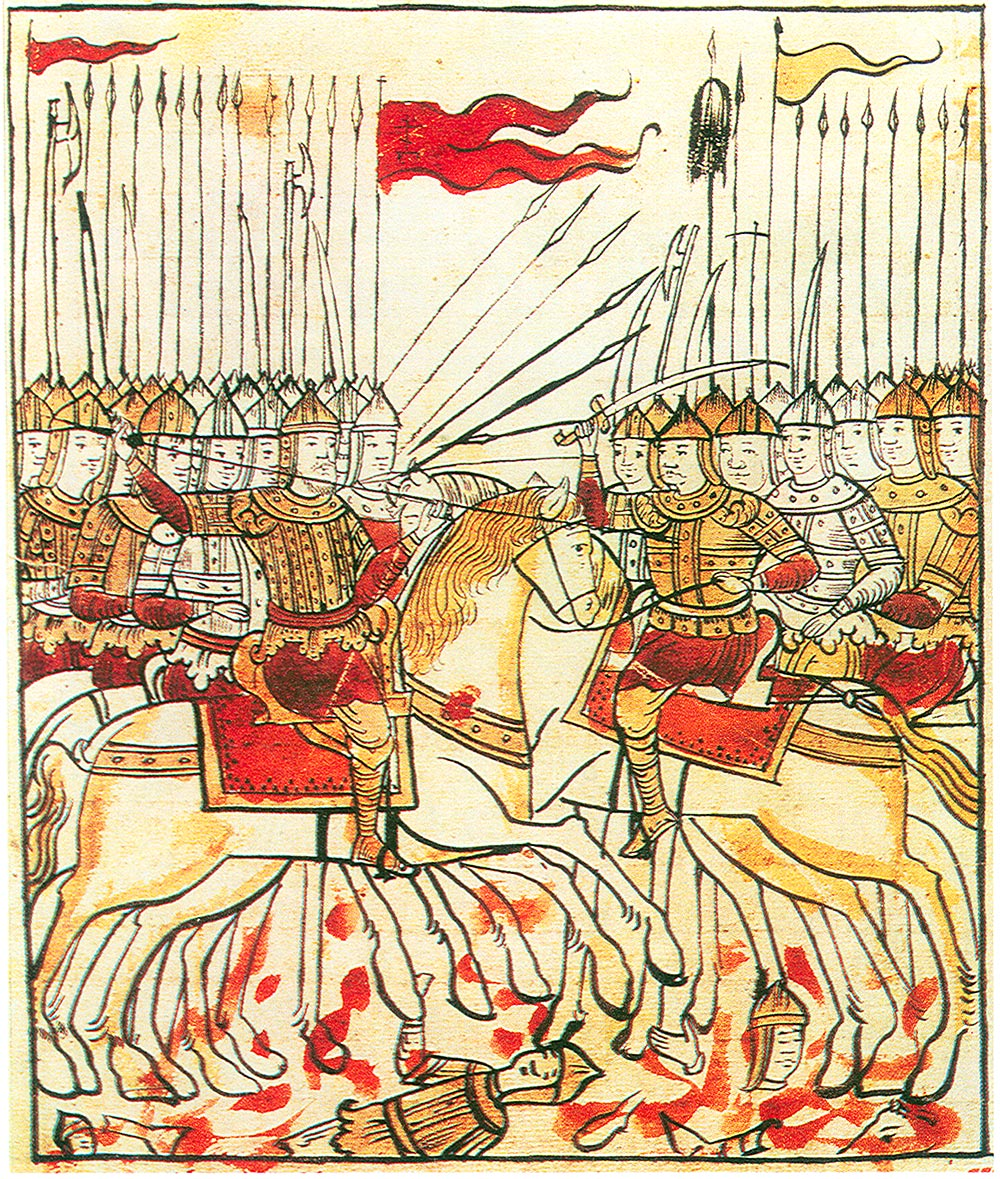
Miniature du XVIIe siècle représentant la bataille de Koulikovo, qui s'est déroulée en 1380. La bannière du grand-prince Dimitri Donskoï a été imaginée comme une oriflamme ornée du calvaire.

### Création  par PierreIer
Pour représenter l'État russe, les successeurs d'Ivan le Terrible, y compris le tsar Pierre le Grand, continuent d'utiliser l'aigle bicéphale.

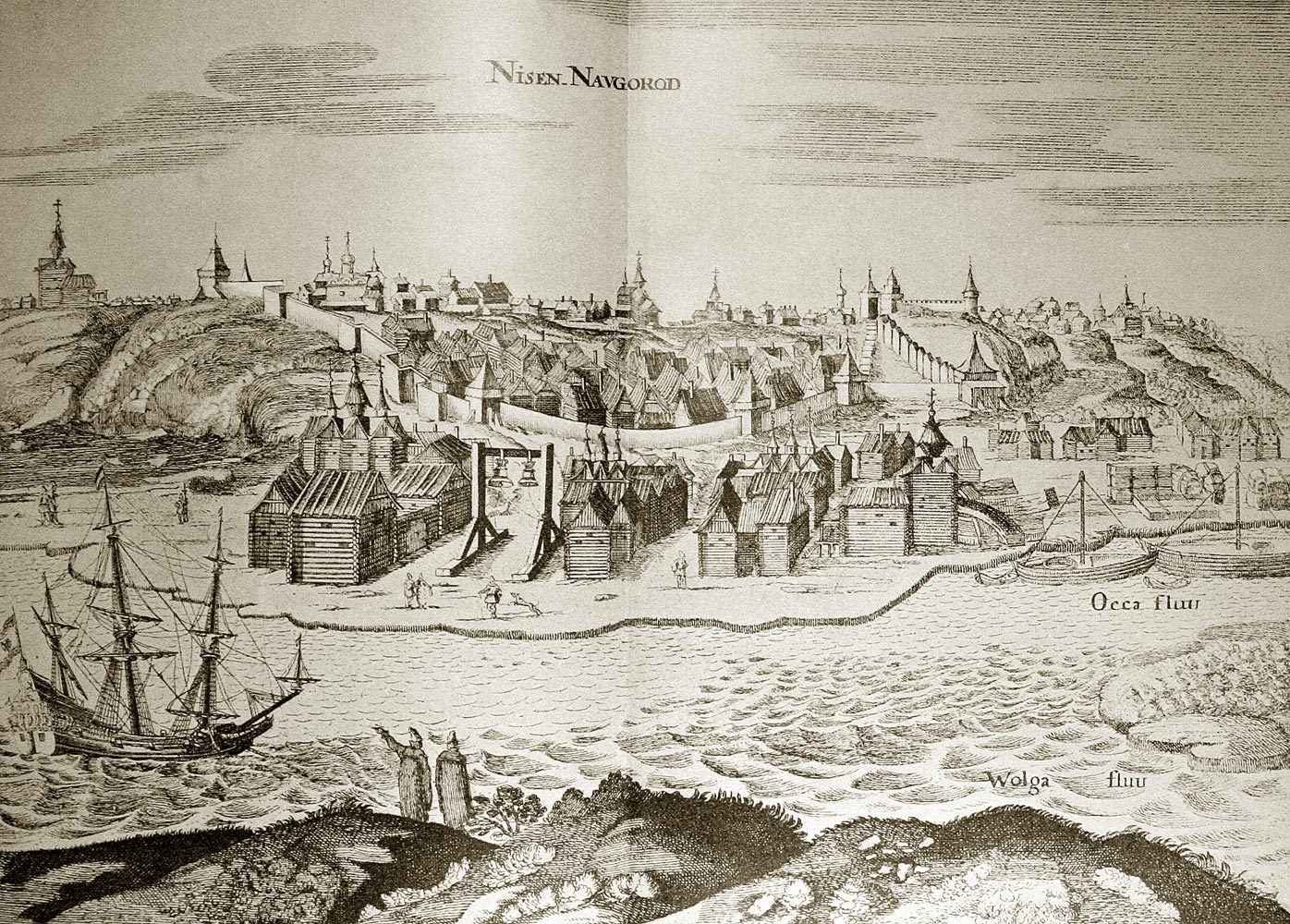
Gravure de 1636, faite sous le règne de Michel Romanov, montrant  Nijni Novgorod et le navire Fréderic pavillonné de l'aigle bicéphale[1].
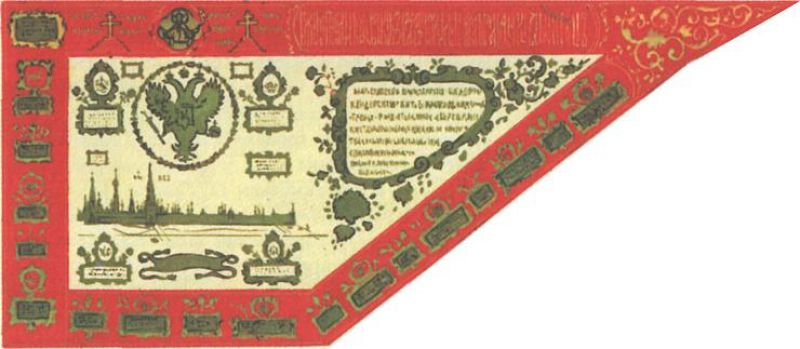
Bannière datant de 1668, du temps du règne d'Alexis Romanov.
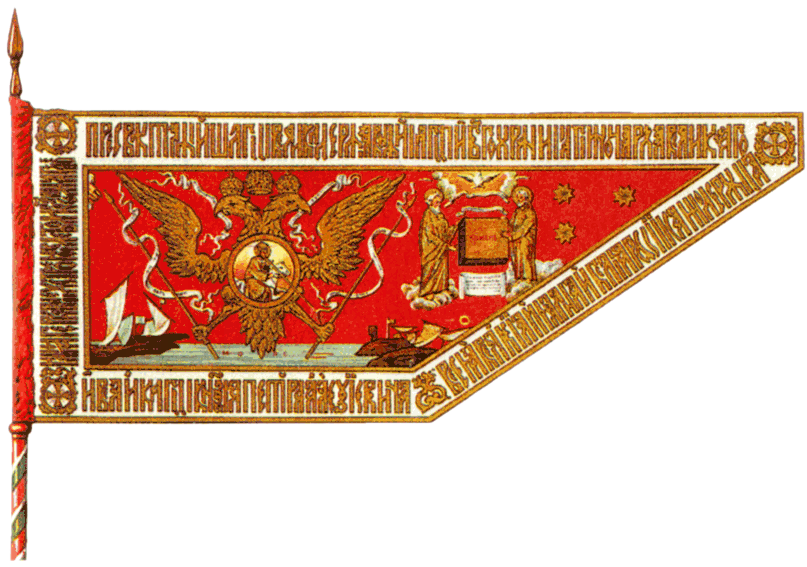
Bannière à l'aigle bicéphale brandie en 1696 par l'armée de Pierre le Grand alors qu’il conquiert Azov.

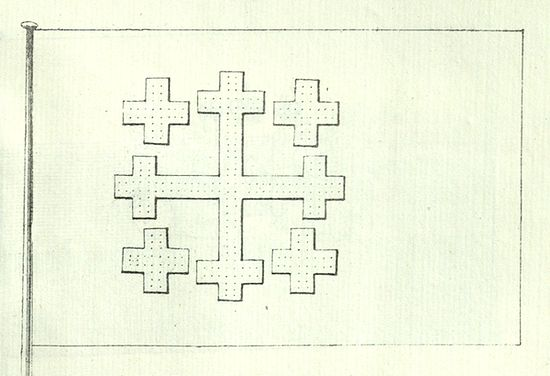
Pavillon de l'expédition navale en mer Blanche de 1693.

Dans les années 1660, sur oukaze du tsar Alexis Ier est lancée la construction d'un premier navire de guerre appelé Orel (Орёл, « aigle » en russe), cette tâche est confiée à l'ingénieur nautique néerlandais David Butler qui demande entre autres matériaux du tissu rouge, blanc et bleu clair pour le drapeau dont la première utilisation remonte à 1668. Le dessin du drapeau est alors une croix bleue délimitant des quartiers alternativement blancs et rouges.
En 1693, une flottille explorant la mer Blanche à Arkhangelsk, à bord de laquelle se trouve Pierre le Grand, arbore trois drapeaux :
- un grand à trois bandes tricolores horizontales blanche-bleue-rouge, orné d'une aigle bicéphale surmontée de trois couronnes d'or — dit « drapeau du tsar de Moscou », c'est le prototype du drapeau actuel — ;
- deux plus petits portant une croix de Jérusalem[4].

De retour de son voyage en Europe où Pierre a en particulier étudié les chantiers navals des Pays-Bas, il décide de se doter d'une flotte moderne. L'annexe d'un décret daté du 31 janvier 1705 normalise l'emploi d'un pavillon de marine russe sans en préciser la description. Ressemblant au drapeau des Pays-Bas (tricolore, comportant les couleurs blanc-bleu-rouge), le nouveau drapeau de la marine marchande russe est officialisé le 13 janvier 1720 par Pierre le Grand.
Le 7 mai 1883, soit plus d'un siècle et demi plus tard, l'utilisation de ce drapeau tricolore blanc-bleu-rouge est autorisée à terre et il devient drapeau national lors du couronnement de Nicolas II en 1896. Symboliquement, les trois bandes sont interprétées comme le tsar (blanc), le ciel (bleu) et le peuple (rouge).

Drapeau de l’Orel (1668).
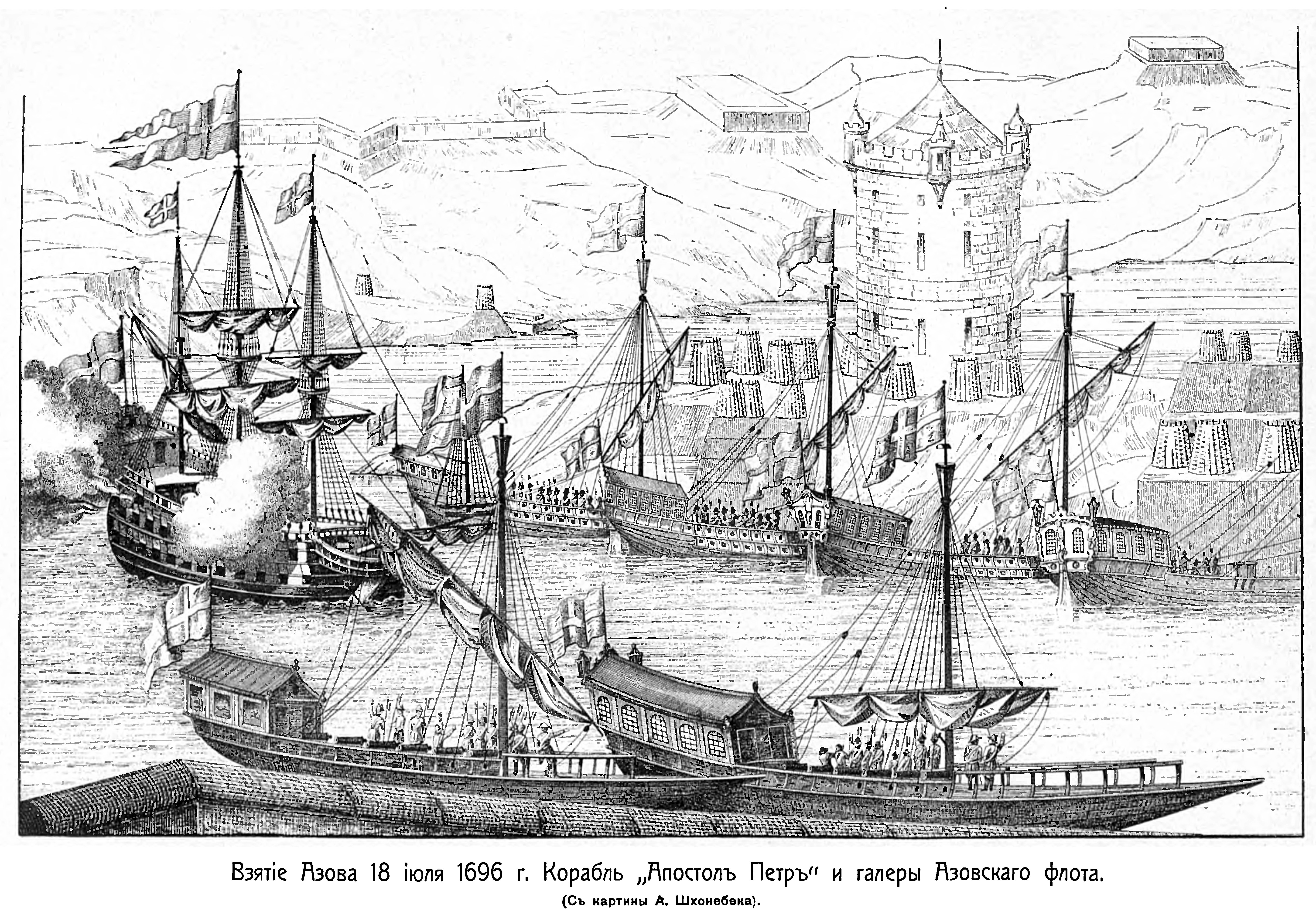
Prise de la forteresse d'Azov, gravure de 1696 d'Adriaan Schoonebeek, où l'on voit les navires portant des panneaux rectangulaires sur les mâts, dont l'ombrage héraldique montre que certains des drapeaux sont bleus avec une croix rouge droite, et les autres sont blancs avec une croix rouge droite[a]
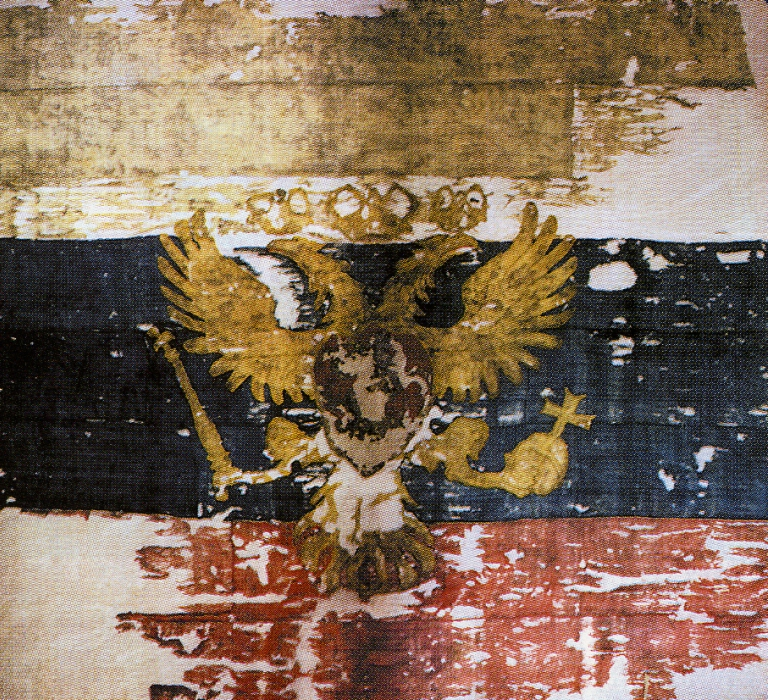
Photographie de ce qui reste de la bannière du tsar de Moscou (Pierre le Grand) levée en 1693 à bord d'une flottille explorant la mer Blanche (bannière aujourd’hui exposée au Musée militaire de Moscou).
Bannière reconstituée du tsar de Moscou de 1693 (elle apparaît au Kremlin derrière le président russe, sur sa gauche, avec le drapeau de la fédération de Russie sur sa droite).
Pavillon dont l'utilisation est attestée à partir de 1709, dans la marine (marchande ou militaire) de Pierre le Grand.

### Variantes postérieures

Le drapeau russe héraldique de 1858.

Le drapeau russe à usage privé de 1914 à 1917.

Du XVIIIe au XXe siècle, le drapeau change plusieurs fois. Au XVIIIe siècle, sur les drapeaux apparaît le symbole de l’ordre de Saint-André (croix de saint André) :
- parfois à la manière écossaise mais avec les couleurs inversées (croix bleue sur fond blanc) — comme sur le pavillon de la marine militaire russe depuis 2001 — ;
- parfois la croix bleue sur le drapeau de Pierre le Grand (le drapeau tricolore blanc-bleu-rouge officialisé en 1720) ;
- sur l'Union Jack aux couleurs inversées (croix de saint Georges blanche sur fond rouge et croix de saint André bleue avec bords blancs).

Aux XIXe et XXe siècles, le drapeau à bandes horizontales noire, jaune orangé et blanche, hissé entre 1858 et 1883, est un « drapeau héraldique » c'est-à-dire qu'il reprend, pour la décoration des bâtiments lors de cérémonies, les couleurs des armoiries impériales, une aigle bicéphale de sable sur champ d'or, ainsi que la cocarde d'argent de l'armée impériale. Les deux drapeaux, noir-jaune-blanc et blanc-bleu-rouge, sont alors utilisés, dans leurs usages respectifs, impérial et national.
Entre 1883 et 1914, seul le drapeau de Pierre le Grand (blanc-bleu-rouge) est hissé. Puis un nouveau drapeau à usage privé apparaît en 1914, drapeau encore une fois inspiré de celui de Pierre : un tricolore blanc-bleu-rouge avec, près de la hampe, carré et recouvrant une partie des deux premières bandes horizontales, l'aigle impériale sur fond or.

### URSS

Écusson de la 1re armée russe (Wehrmacht).

Mais avec l'arrivée des bolcheviks au pouvoir à l'issue de la révolution russe et la création de l'Union des républiques socialistes soviétiques en 1922, la Russie a, de 1921 à 1991, un drapeau rouge avec la faucille et le marteau surplombés d'une étoile couleur or. Le drapeau soviétique inspira de nombreux pays communistes comme la république populaire de Chine, la Corée du Nord, le Viêt Nam, la RFS de Yougoslavie et la RDA.
Pendant la Seconde Guerre mondiale le drapeau tricolore blanc-bleu-rouge fut utilisé par les troupes collaborationnistes qui combattirent aux côtés du Troisième Reich.

Drapeau de la république socialiste fédérative soviétique de Russie
Du 17 juin 1918 au 21 janvier 1937.
Du 21 janvier 1937 au 9 janvier 1954.
Du 9 janvier 1954 au 1er novembre 1991.

Le drapeau tricolore, associé au pouvoir impérial et aux armées blanches, continua à être employé de façon marginale par l’émigration blanche.

### Russie moderne
Le drapeau de Pierre le Grand fut arboré de nouveau par la fédération de Russie après la dislocation de l'URSS en 1991, et adopté officiellement par décret du 11 décembre 1993.

Drapeau de la RSFS de Russie de 1991 à 1992 puis de la fédération de Russie jusqu'en 1993, remplacé par le drapeau actuel.

Le drapeau actuel de la Fédération de Russie, d'après la norme en vigueur GOST R 51130-98 doit suivre le code couleur exact suivant :
| Système de couleur | Blanc       | Bleu     | Rouge     |
| ------------------ | ----------- | -------- | --------- |
| Pantone            | Blanc       | 286C     | 485C      |
| RVB                | 255-255-255 | 0-57-166 | 213-43-30 |
| Hexadécimal        | #FFFFFF     | #0039A6  | #D52B1E   |

Le 17 juin 2023 à Saint-Pétersbourg, le drapeau tricolore de Pierre le Grand, le drapeau impérial héraldique et le drapeau soviétique sont hissés au cours d’une cérémonie à Saint-Pétersbourg en présence du Président Vladimir Poutine. Les trois drapeaux symbolisent l’unité nationale et la continuité historique de l’État russe. Les drapeaux mesurent 60 mètres sur 40 et flottent sur des mâts de 180 mètres de haut.

## Interprétations
Le drapeau de la Russie reprend les couleurs panslaves : le rouge signifierait « la souveraineté, la puissance » ; le bleu, la couleur de la Vierge Mère, protégeant la Russie ; le blanc, la couleur de la liberté et de l’indépendance. Ces couleurs signifieraient aussi la communauté des trois Russies : la Russie blanche, la petite Russie et la grande Russie.
Aujourd’hui, on utilise l’interprétation suivante (non officielle pour cette troisième) des couleurs du drapeau de la Russie : la couleur blanche serait celle de la paix, la pureté, l’innocence et la perfection ; le bleu serait la couleur de la foi, la fidélité et la permanence ; le rouge symboliserait l’énergie, la force et le sang versé pour la Patrie.